# قبل ما يفوت الفوت (فلم)
قبل ما يفوت الفوت، هُو فيلم تونسي صدر سنة 2019م وأخرجه المُخرج التونسي مجدي لخضر.

## وصلات خارجية
- مقالات تستعمل روابط فنية بلا صلة مع ويكي بيانات